# Pressure Machine
Albums de The Killers
Imploding the Mirage
(2020) Rebel Diamonds
(2023)
Pressure Machine est le septième album studio du groupe The Killers, sorti le 13 août 2021 et produit par Island Records. Il s'agit d'un album concept autour de la vie dans les petites villes du middle west américain, ou telle Nephi en Utah ou a grandi le chanteur du groupe Brandon Flowers. 
Brandon Flowers explique notamment que la pandémie de Covid-19 l’a mis face au silence, ce qui était une première depuis très longtemps. Et de ce calme sont nées de nombreuses chansons qu’il aurait peut-être jugées trop douces habituellement, et qui auraient pu être "noyées dans la masse d’un disque habituel des Killers".
Après s'être mis en retrait lors de l'album précédent, le guitariste Dave Keuning a de nouveau participé à la composition et à l'enregistrement de l'album. Ce qui ne fut pas le cas du bassiste Mark Stoermer, ce à la suite des difficultés liées à la pandémie. L'album est cependant composé pour l'essentiel par Brandon Flowers et Jonathan Rado. L'équipe de production est la même que celle de l'album précédent.
La pochette de l'album est illustrée par des photographies de Wes Johnson (en). 
Une version "Deluxe" paraît le 25 mars 2022, comprenant deux nouvelles versions de "West Hills", quatre de "The Getting By", et une nouvelle version moins intimiste de "Runaway Horses".

## Pistes
L'album comprend 11 titres.
| No  | Titre                                      | Durée |
| --- | ------------------------------------------ | ----- |
| 1.  | West Hills                                 | 5:42  |
| 2.  | Quiet Town                                 | 4:45  |
| 3.  | Terrible Thing                             | 3:52  |
| 4.  | Cody                                       | 3:50  |
| 5.  | Sleepwalker                                | 4:27  |
| 6.  | Runaway Horses (featuring Phoebe Bridgers) | 3:54  |
| 7.  | In The Car Outside                         | 5:28  |
| 8.  | In Another Life                            | 3:45  |
| 9.  | Desperate Things                           | 5:16  |
| 10. | Pressure Machine                           | 5:09  |
| 11. | The Getting By                             | 5:09  |

## Description

### Enregistrement
En décembre 2020, le groupe publie une liste de titre sur lesquels le groupe semble travailler pour le prochain album, enregistré dans la foulée d'Imploding the Mirage, annoncé pour le printemps 2021, puis août 2021, et auquel Dave Keuning devrait à nouveau prendre part. Sous la dénomination "List A" sont ainsi mentionnés les 11 titres suivants : 1. ‘Pressure Machine’, 2. ‘In Another Life’, 3. ‘Sleepwalker’, 4. ‘In The Car Outside’, 5. ‘A Terrible Thing’, 6. ‘Runaway Horses’, 7. ‘West Hills’, 8. ‘The Getting By’, 9. ‘Cody (The Miracle)’, 10. ‘In This Quiet Town’, et 11. ‘Desperate Things’ .  
Le simple Dustland, duo avec Bruce Springsteen qui est en fait une version réenregistrée de A Dustland Fairytale sortie en 2008, est publié le 16 juin 2021.
Le 19 juillet, le groupe annonce la publication de son septième album, Pressure Machine, pour le 13 août 2021. L'album devrait être thématique, évoquant la vie, et plus particulièrement la jeunesse, dans les petites villes du middle-west américain, telle Nephi en Utah, où a vécu Brandon Flowers. Ils travaillent par ailleurs déjà sur un huitième album.